# Upplands runinskrifter 559
Upplands runinskrifter 559 är en vikingatida runsten av ljusröd sandsten i Malsta kyrka, Malsta socken och Norrtälje kommun. Runstenen är 0,9 meter hög och 0,64 meter bred. Ristningen är överlag djup och tydlig. Stenen står i kyrkans vapenhus. Den har tidigare stått på kyrkogården.

## Inskriften
Translitterering av runraden:
ihar · likr · snaybiarn · s(u)(n) · ansuars ' kuþ hialbi ant
Normalisering till runsvenska:
Hiar liggʀ Snøybiorn, sunn Andsvars. Guð hialpi and.
Översättning till nusvenska:
Här ligger Snöbjörn, Andsvars son. Gud hjälpe anden.